# Insalutato hospite
La locuzione latina insalutato hospite, tradotta letteralmente, significa "non [avendo] salutato l'ospite (nel senso di chi ospita, il padrone di casa)": cioè "(andatosene via, allontanatosi) senza aver preso congedo", detto con una certa ironia.
In italiano normalmente riportato nella forma "insalutato ospite" (sec. XVI).
Andarsene alla chetichella, filarsela all'inglese, congedarsi alla francese, svignarsela o infine semplicemente andarsene senza salutare sono tanti modi di esprimere un concetto ed un comportamento già ben noto nella Roma antica.